# Černošín
Černošín (německy Tschernoschin) je město v okrese Tachov v Plzeňském kraji. Žije v něm přibližně 1 200 obyvatel.

## Historie
První písemná zmínka o Černošínu je z roku 1290, kdy vesnice patřila k panství hradu Volfštejn.
Obec povýšil na město císař František Josef I. roku 1873. Začátkem druhé poloviny 20. století jí byl tento status odebrán a obnoven byl 10. listopadu 2006 s účinností od 1. prosince 2006.

## Obyvatelstvo
| Rok            | 1869  | 1880  | 1890  | 1900  | 1910  | 1921  | 1930  | 1950  | 1961  | 1970  | 1980  | 1991  | 2001  | 2011  | 2021  |
| -------------- | ----- | ----- | ----- | ----- | ----- | ----- | ----- | ----- | ----- | ----- | ----- | ----- | ----- | ----- | ----- |
| Počet obyvatel | 2 539 | 2 665 | 2 723 | 2 777 | 2 785 | 2 845 | 2 722 | 1 361 | 1 412 | 1 349 | 1 296 | 1 117 | 1 055 | 1 124 | 1 131 |
| Počet domů     | 416   | 441   | 451   | 464   | 459   | 467   | 500   | 378   | 330   | 315   | 293   | 311   | 324   | 343   | 361   |

## Městská správa

### Místní části
- Černošín
- Krásné Údolí
- Lažany
- Lhota
- Ostrovce
- Pytlov
- Třebel
- Víchov
- Záhoří

Od 30. dubna 1976 do 23. listopadu 1990 k městu patřil i Zádub.

### Městské symboly
Vlajka byla městu udělena rozhodnutím předsedy Poslanecké sněmovny Parlamentu České republiky dne 20. ledna 2005.

## Pamětihodnosti
- Tvrz, archeologické naleziště pod Černošínem
- Mohylník, archeologické naleziště
- Tvrz Vížka, archeologické naleziště
- Kostel svatého Jiří na náměstí 1. máje
- Socha svatého Floriána a socha svatého Jana Nepomuckého na náměstí 1. máje
- Jižně od města se nachází přírodní památka Černošínský bor.

## Partnerská města
- Pullenreuth, Německo